# Hezekiah Bowen
John Hezekiah Bowen (c. 1943 - 6 de abril de 2010) foi um oficial das Forças Armadas da Libéria (AFL).
Bowen ingressou na Forças Armadas em 1969. Em seguida, foi promovido ao posto de segundo-tenente.
Após o golpe de 1980, o General Bowen foi o primeiro Superintendente do Condado de Grand Cape Mount no governo do Conselho de Redenção Popular do Sargento Samuel K. Doe.
Também serviu como Comandante do 2.º Batalhão de Infantaria e Vice-Comandante Geral da Forças Armadas.
Charles Taylor invadiu a Libéria em Butuo, no condado de Nimba, na véspera de Natal de 1989, com uma força de cerca de 150 homens, iniciando a Primeira Guerra Civil da Libéria. Doe respondeu enviando dois batalhões da Forças Armadas para Nimba em dezembro de 1989 – janeiro de 1990, sob o comando de Bowen, que era então coronel. As forças do governo liberiano presumiram que a maioria dos povos mano e gio da região de Nimba apoiavam os rebeldes. Assim, agiram de uma forma muito brutal e de terra arrasada, o que rapidamente alienou a população local. O apoio de Taylor aumentou rapidamente, à medida que os mano e gio afluíram à Frente Patriótica Nacional da Libéria em busca de vingança. Muitos soldados do governo desertaram, alguns para ingressar na NPFL. Doe rapidamente substituiu Bowen como seu comandante de campo; a incapacidade da AFL de fazer qualquer progresso foi uma das razões pelas quais Doe mudou o comandante na área cinco vezes nos primeiros seis meses da guerra.
Em Setembro de 1994, o General Bowen foi acusado de faccionar a AFL pelo poder na Conferência de Accra.
Hezekiah Bowen também atuou como Ministro da Defesa Nacional, Ministro do Desenvolvimento Rural e também como membro do Conselho de Administração da Comissão Nacional de Veteranos.